# Rapolano Terme
Rapolano Terme är en ort och kommun i provinsen Siena i regionen Toscana i Italien. Kommunen hade 5 379 invånare (2018).